# Белик-Золотарёва, Наталья Андреевна
Наталья Андреевна Белик-Золотарёва (род. 1 декабря 1957, село Крысино, Богодуховский район, Харьковская область, УССР) — украинский хоровой дирижёр, педагог, профессор, кандидат искусствоведения, заслуженный деятель искусств Украины (2002), заведующая кафедрой хорового и оперно-симфонического дирижирования Харьковского национального университета искусств имени И.П.Котляревского (2024).

## Биография
В 1976 году окончила Харьковскую среднюю специальную музыкальную школу-интернат.
В 1981 году завершила обучение в Харьковском институте искусств имени И. П. Котляревского (ныне — Харьковский национальный университет искусств) по классу профессора А. А. Мирошниковой.
В 1984 году окончила ассистентуру-стажировку Киевской государственной консерватории имени П. И. Чайковского в классе профессора Л. М. Венедиктова.

## Профессиональная деятельность
С 1977 года работала преподавателем музыки и пения в Подворской средней школе.
В 1981–1982 годах руководила детским хором Харьковской специальной музыкальной школы-интерната.
Затем работала хормейстером Харьковского камерного хора.
С 1984 года — старший преподаватель, с 1994 — доцент кафедры оперной подготовки и хорового дирижирования Харьковского института искусств.
С 2000 года — декан вокально-хорового факультета, с 1986 — главный хормейстер оперной студии.
С 2024 — заведующая кафедры хорового и оперно-симфонического дирижирования Харьковского университета искусств.
Под её руководством были поставлены оперы:
- «Утопленница» Н. Лысенко
- «Евгений Онегин» П. Чайковского
- «Любовь к трём апельсинам» С. Прокофьева
- «Франческа да Римини» С. Рахманинова
- «Мадам Баттерфляй» Дж. Пуччини
- «Царская невеста» Н. Римского-Корсакова
- «Проданная невеста» Б. Сметаны и другие.

## Научная деятельность
С 2004 года — профессор. В 2011 году защитила кандидатскую диссертацию по искусствоведению.
Автор научных работ по хоровому исполнительству и музыкальной педагогике.
более 50 научных и научно-методических публикаций, среди которых:
- Исполнительская трактовка фантастических образов оперы М.А. Леонтовича "На русалчину Пасху" [Электронный ресурс] / Н.В. А. Белик-Золотарева // Музыковедческое мнение Днепропетровщины. – 2022. – Вып. Двадцать второй - С. 253-265.
- Вячеслав Палкин: путь к профессиональной вершине. Аспекты исторического музыковедения. Харьков, 2021. С. 125 – 143. Вып. XXIII.
- Дирижирование. Программа для музыкальных вузов по специальности «Хоровое дирижирование » .
- Действие и противодействие в хоровой драматургии оперы М. Скорика "Моисей" [Электронный ресурс] / Н. А. Белик-Золотарев. //Таврические студии. Искусствоведение. – 2013. – № 4.
- Жанровые черты новеллы в пространстве хоровых сцен оперы Г. Майбороды "Тарас Шевченко" [Электронный ресурс] / Н. Белик-Золотарева // Проблемы взаимодействия искусства, педагогики и теории и практики образования. – 2012. – Вып. Тридцать шестой - С. 297-308.
- Мастера Харьковской дирижерско-хоровой школы (К 90-летию Харьковского государственного университета искусств им. И. П. Котляревского) [Электронный ресурс] / Н.Н. Белик-Золотарева // Актуальные проблемы художественной практики и искусствоведческой науки. – 2008. – Вып. Первый – С. 117-122.
- Оперно-хоровое творчество украинских композиторов 80-90-х годов ХХ ст.: учеб. пособие. Харьков, 2003. 208 с.
- Оперно-хоровое творчество как категория современного отечественного хороведения. Традиции и новации в высшем архитектурно-художественном образовании. Харьков, 2010 Вып.3. С. 11-17.
- Периодизация оперно-хорового творчества украинских композиторов второй половины 20-го ст. [Электронный ресурс]/Н. А. Белик-Золотарева // Культура Украины. Серия: Искусствоведение. – 2017. – Вып. 56. – С. 8-18.
- Сечения реального и ирреального в хоровой драматургии оперы В. Губаренко «Вий». Журнал Нац. муз. акад. Украины им. П.И. Чайковского.Киев.2014. №2. С. 34-41.
- Хоровая драматургия оперы К. Данькевича "Богдан Хмельницкий": анализ post factum [Электронный ресурс] / Н. Белик-Золотарева // Музыкальное искусство и культура. Научный вестник ОДМА имени А. В. Неждановой.
- Хоровая драматургия оперы «Екатерина» М. Аркаса. Музыковедческое мнение Днепропетровщины. Вып. 18 (1, 2020). Днепр, ГРАНИ, 2020. С. 26 – 39.
- Хоровая драматургия оперы О. Рудянского "Путь Тараса": символика пространства времени [Электронный ресурс] / Н. А. Белик-Золотарева // Аспекты исторического музыковедения. – 2019. – Вып. 18. – С. 25-39.
- Хоровые сцены оперы Г. Майбороды "Ярослав Мудрый" как отражение темы "народ и власть" [Электронный ресурс]/Н. А. Белик-Золотарев // Проблемы взаимодействия искусства, педагогики и теории и практики образования. – 2015. – Вып. 43. – С. 144-153.
- Хоровые сцены оперы «Сулейман и Роксолана» О. Костина как художественный универсум .

Член Национального всеукраинского музыкального союза с 1977 года.

## Награды и признание
- Заслуженный деятель искусств Украины (2002)
- Лауреат муниципальной премии имени И. Слатина (2004)
- Лауреат рейтинга «Человек года — 2004»